# 요정 (영화)
《요정》은 2022년에 개봉한 대한민국의 영화이다.

## 캐스팅

### 주연
- 류현경 : 안영란 역
- 김주헌 : 한호철 역
- 김신비 : 석 역

### 조연
- 김금순
- 공상아
- 이종윤
- 오재균
- 가수민
- 김애령
- 이수형